# Kiruna stadsomvandling

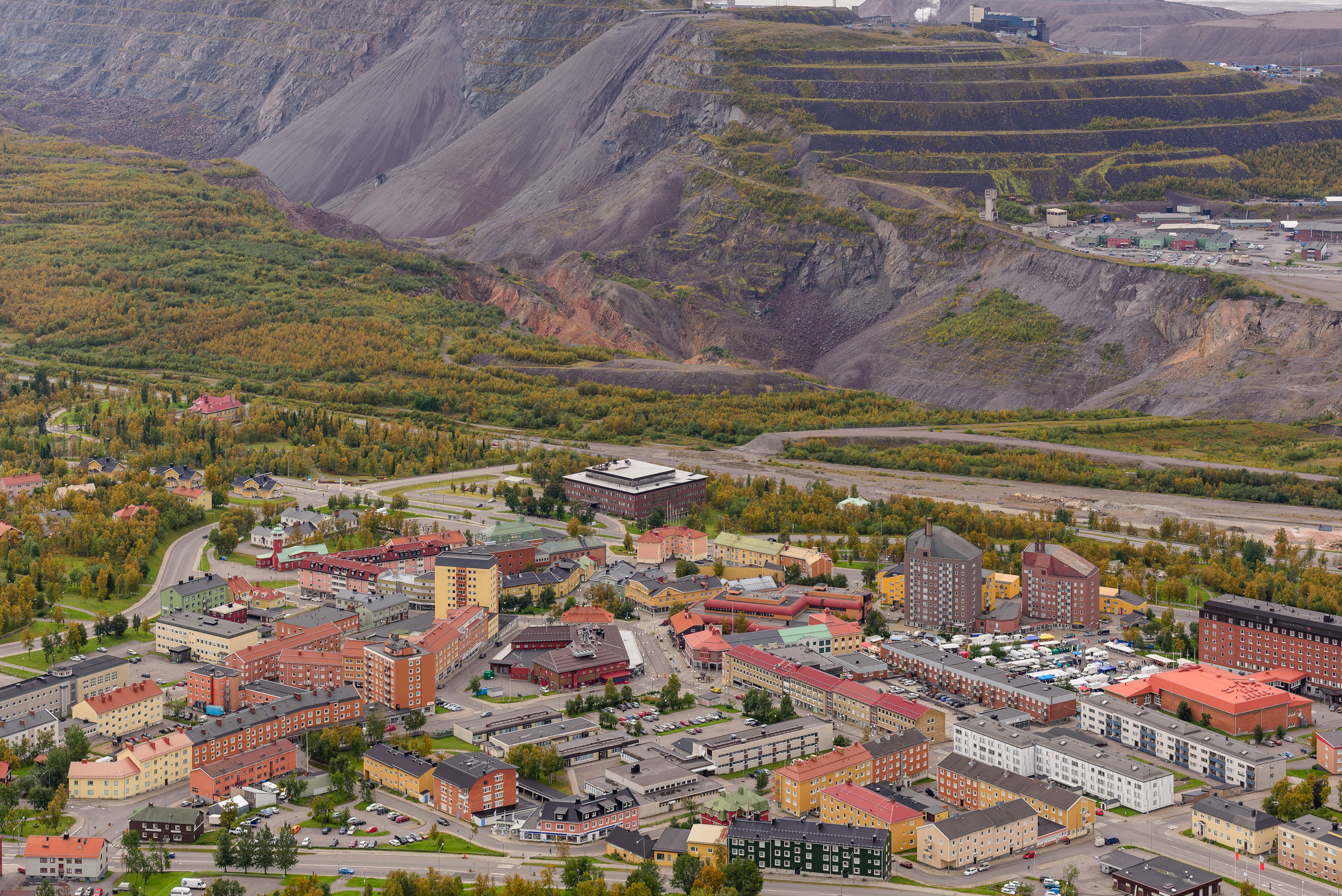
Kirunas centrum i september 2017 med Kiirunavaara i bakgrunden. Samtliga byggnader förutom de enstaka som ska flyttas kommer att rivas. Mellan staden och gruvan finns resterna av de upprivna järnvägsspåren och den rivna järnvägsstationen.

Kiruna stadsomvandling, eller Kiruna stadsflytt, är det pågående projekt som innebär förflyttande av vissa av Kirunas stadsdelar i Norrbottens län i norra Sverige. Flytten beräknas vara helt klar 2035, den nya stadskärnan invigdes i september 2022. Flytten sker till följd av att gruvbrytningen i fjället Kiirunavaara orsakar deformationer i marken, vilka rör sig mot staden. Kommunfullmäktige i Kiruna kommun har beslutat att stadens centrum skall flyttas till i närheten av den plats där Tuolluvaara nu befinner sig, cirka 3 kilometer österut (67°51′1″N 20°18′2″Ö / 67.85028°N 20.30056°Ö).

## Bakgrund

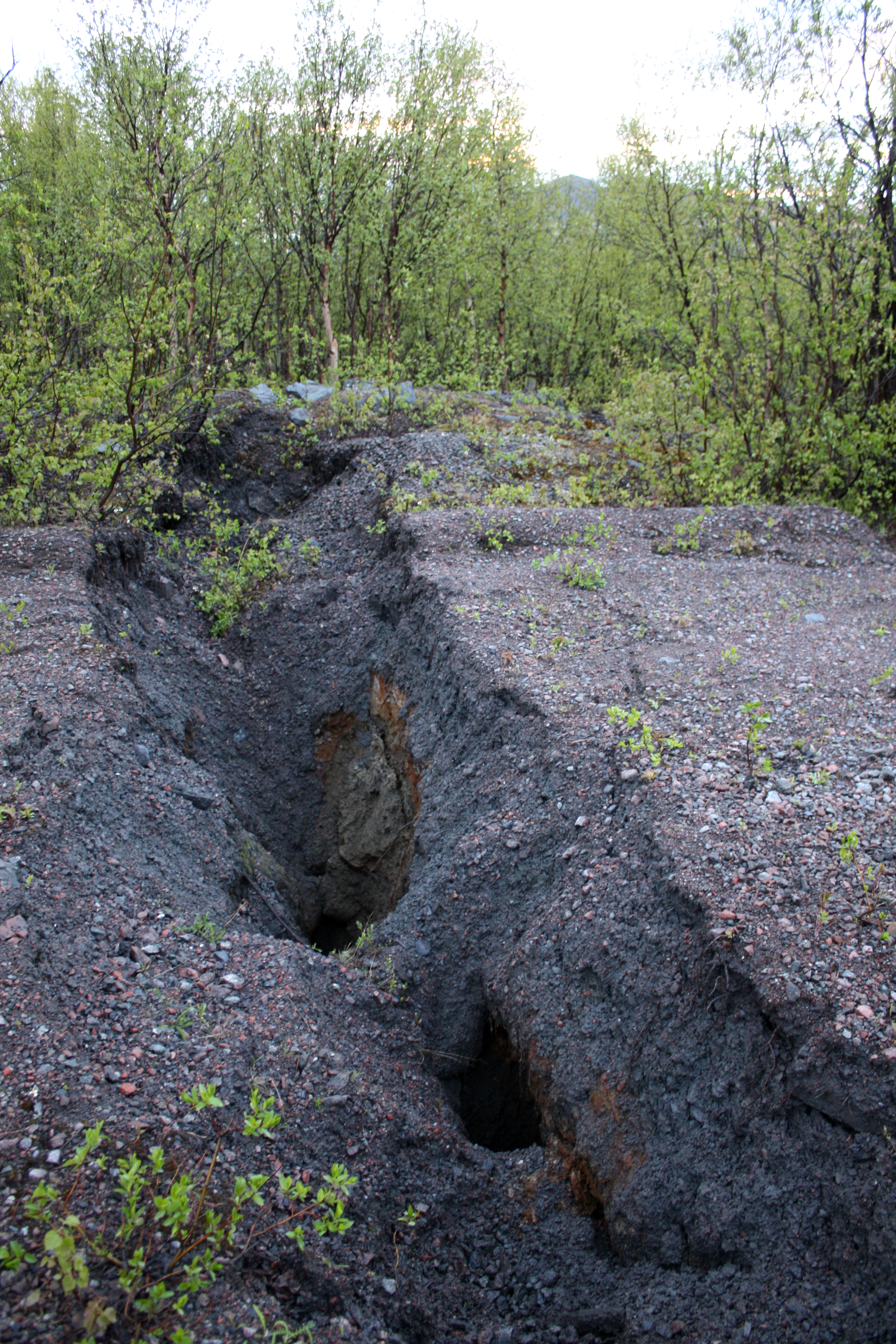
Förskjutning av marken i den gamla stadsdelen Ön.

Gruvbrytningen i Kiirunavaara sker under jord med så kallad skivrasbrytning. Det innebär att man spränger loss och lastar ut järnmalmen underifrån malmkroppen. Gråberget får sedan fylla igen det tomrum som malmen lämnar efter sig. Malmkroppen i Kiirunavaara lutar i ungefär 60 grader in mot Kiruna. Den bergmassa som ligger ovanpå malmkroppen kallas hängvägg, medan den som malmkroppen vilar på kallas liggvägg. Lutningen hos malmen gör att gråberg från hängväggen rasar in och fyller igen hålrummen som bildas vid malmbrytningen. Spänningar i berget gör att berget ovanför spricker och successivt följer med nedåt. Förskjutningen sprider sig uppåt och markdeformationer uppstår vid markytan, vilka med tiden utvecklas till sprickor.
Kiruna ligger på hängsidan och det är på grund av detta som staden måste flyttas, för att inte förstöras av markförskjutningarna.
Att markdeformationer uppstår är en normal effekt av skivrasbrytningen och det har länge varit känt att marken påverkas av gruvbrytningen i Kiirunavaara. Under 1970-talet var man tvungen att spärra av stadsdelen Ön, som låg mycket nära brytningsområdet, på grund av de sprickor som uppstod i marken. Husen revs allt eftersom och människorna fick flytta därifrån. LKAB har även torrlagt södra Luossajärvi för att undvika att markdeformationerna skulle göra att vatten från sjön läckte ner i gruvan. Torrläggningen påbörjades under 1990-talet och avslutades 2012.
Enligt gruvlagen måste gruvbolaget betala ersättning för intrång och annan skada gruvdriften ger. Därför betalar LKAB hela stadsomvandlingen.

## Historia

### Nordvästplanen och motstånd
Det var i slutet av 2003 som LKAB underrättade Kiruna kommun om att markdeformationerna från gruvbrytningen spred sig snabbare än man tidigare trott. Under 2004 gick Kiruna kommun ut med ett pressmeddelande som redogjorde för de förändringar som staden stod inför.
LKAB förespråkade tidigt att staden skulle förläggas åt nordväst, där marken inte ligger i riskområdet. Bolaget anlitade arkitekten Anders Wilhelmson för att skissa på visioner om det nya Kiruna. Han förde bland annat fram idéer om att glasa in det gamla dagbrottet i Luossavaara och anlägga en tropisk regnskog och en året-runt-skidanläggning därunder.
Den 8 januari 2007 beslutade kommunfullmäktige i Kiruna kommun att centrumetableringen ska ske enligt nordvästalternativet. Beslutet skedde dock inte under total politisk enighet. Kirunapartiet reserverade sig och Vänster- och Centerpartiet lade ner sina röster. Beslutet skulle ha tagits redan den 19 december 2006 men sköts upp och omremitterades till kommunstyrelsen.
Den 21 november 2007 offentliggjordes en första, grov skiss av kommunens stadsarkitekt Thomas Nylund, över stadsplanen för nordvästalternativet. Med på skissen fanns ungefärliga placeringar för de byggnader som ska bevaras och flyttas. Samma månad påbörjades en omdragning av avloppsledningarna. I februari 2008 kom ett nytt, mer detaljerat skissförslag över centrumetableringen i nordväst.
Centerpartisten Gunnar Selberg inledde i september 2008 en namninsamling för att få till en folkomröstning rörande stadens framtida utveckling. Den 28 oktober 2008 meddelade LKAB:s styrelse, i samband med beslutet om att anlägga en ny huvudnivå på 1 365 meters djup i Kiirunavaara, att LKAB:s kostnader för stadsomvandlingen i Kiruna uppskattades till omkring 12,5 miljarder kronor och att bolaget skulle komma att stå för dessa. Den 27 november 2008 godkände regeringen projektet att dra om järnvägen runt Kiirunavaara.
I november 2009 beslutade kommunstyrelsen om en revidering av den fördjupade översiktsplanen som sade att den nya staden skulle byggas i nordväst. Stadsflytten var därmed en öppen fråga igen, och kommunen skulle komma att se över alla tänkbara flyttalternativ.

### Östplanen

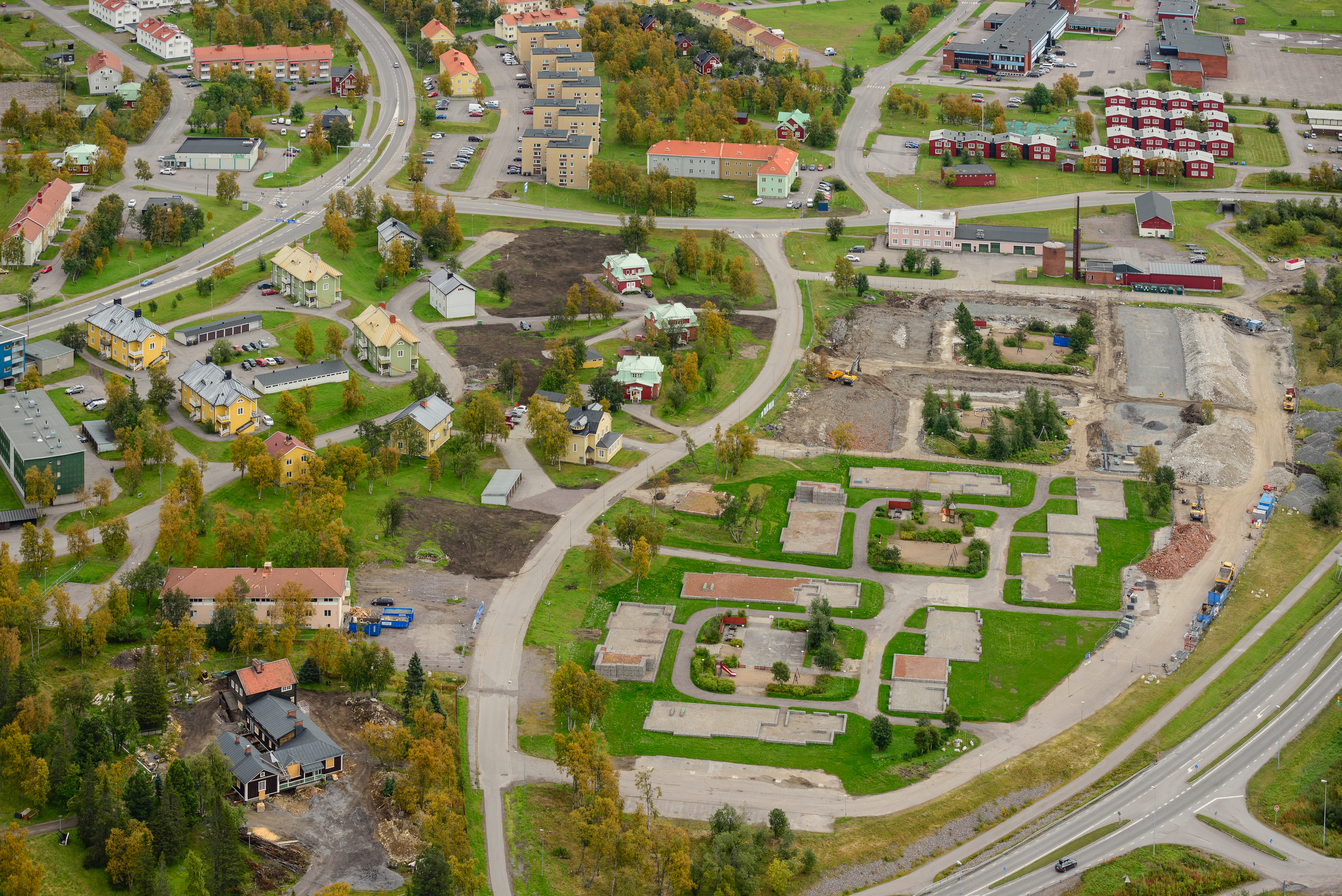
Gruvstadsparken första etapp under arbete i september 2017. Tidigare hus ersätts med parkmark där de gamla husgrunderna är markerade i marken. Till vänster Hjalmar Lundhbomsgården som väntar på att flyttas.

Den 21 juni 2010 presenterades en skiss på hur Kiruna kan flyttas. Kommunledningen hade enats om att centrum ska växa fram från Kirunas östliga delar mot Tuolluvaara.
I september 2011 fattade kommunfullmäktige beslut om att Kirunas nya centrum ska placeras i öster, mellan Jägarskolan och Tuolluvaara. I september 2011 invigdes också första etappen av Gruvstadsparken, ett område som ska fungera som buffertzon mellan gruva och stad och som ska kunna användas som rekreationsområde för kirunaborna.  
Parkens livslängd avgörs av deformationerna från gruvan, och parkområdet kommer successivt att flytta sig i takt med deformationerna för att hela tiden vara en buffertzon. Gruvstadsparken är ett samarbetsprojekt mellan Kiruna kommun och LKAB och i februari 2011 slöts avtal mellan Kiruna kommun och LKAB som reglerar kostnader och genomförande för omvandling av området från nuvarande verksamhet till parkområde och slutligen industriområde.
Den 12 juni 2014 skrev kommunalrådet Kristina Zakrisson (s) och LKAB:s VD Lars-Eric Aaro under det civilrättsliga avtalet för Gruvstadspark etapp 2. Avtalet reglerar LKAB:s ersättning till kommunen för kommunal infrastruktur och mark, kommunala verksamhetslokaler, Kirunabostäder AB:s kommersiella lokaler samt en snabb uppstart av torgbildningen i det nya Kiruna, den så kallade "kickstarten". Den totala ersättningen i avtalet är 3,74 miljarder kronor. I augusti 2012 invigdes den nya järnvägssträckningen bakom Kiirunavaara, det dittills största projektet inom stadsomvandlingen.

## Nya Kiruna

### Ny stadskärna

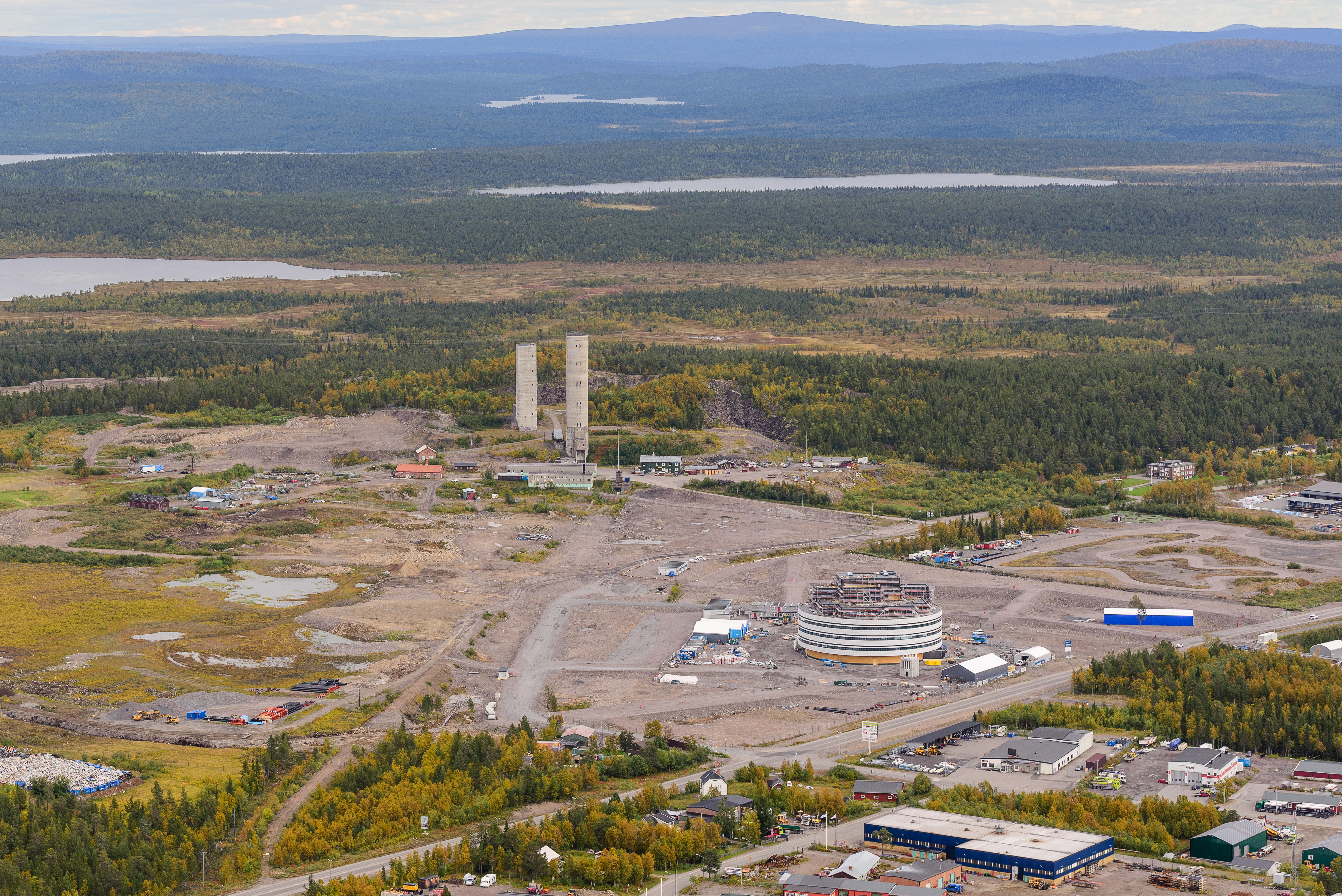
Kirunas nya centrumområde i Tuolluvaara med stadshuset under uppförande.

Under våren 2012 bjöd Kiruna kommun in till en arkitekttävling om utformningen av Kirunas nya stadskärna. 56 intresseanmälningar kom in och bland dessa valdes tio arkitektteam ut till att delta i tävlingen. Den 26 mars 2013 sa kommunfullmäktige ja till att fortsätta arbetet med det vinnande tävlingsförslaget, Kiruna 4-ever, skapat av White arkitekter tillsammans med Ghilardi + Hellsten Arkitekter, Spacescape, Vectura Consulting och Evidens BLW. Ansvarig arkitekt var Mikael Stenqvist, arkitekt SAR/MSA, tillsammans med Ghilardi + Hellsten arkitekter genom ansvarig arkitekt Ellen Hellsten.
Efter tävlingen vidtog arbetet med att ta fram en utvecklingsplan för Kirunas nya stadskärna i samarbete med det vinnande tävlingsteamet. Den 22 april 2014 antogs utvecklingsplanen av kommunfullmäktige.
Byggnationer pågår i den nya centrumkärnan, med fokus på tio kvarter för bostäder, handel, kontor, hotell m.m. runtom det nya stadshuset och torget, samt byggnation av en ny simhall i anslutning till centrumkärnan. Simhallen planeras att öppnas under 2024.[uppföljning saknas]

Den 30 oktober 2020 gick flytten till den nya räddningstjänsten som placerades strax utanför centrumkärnan.

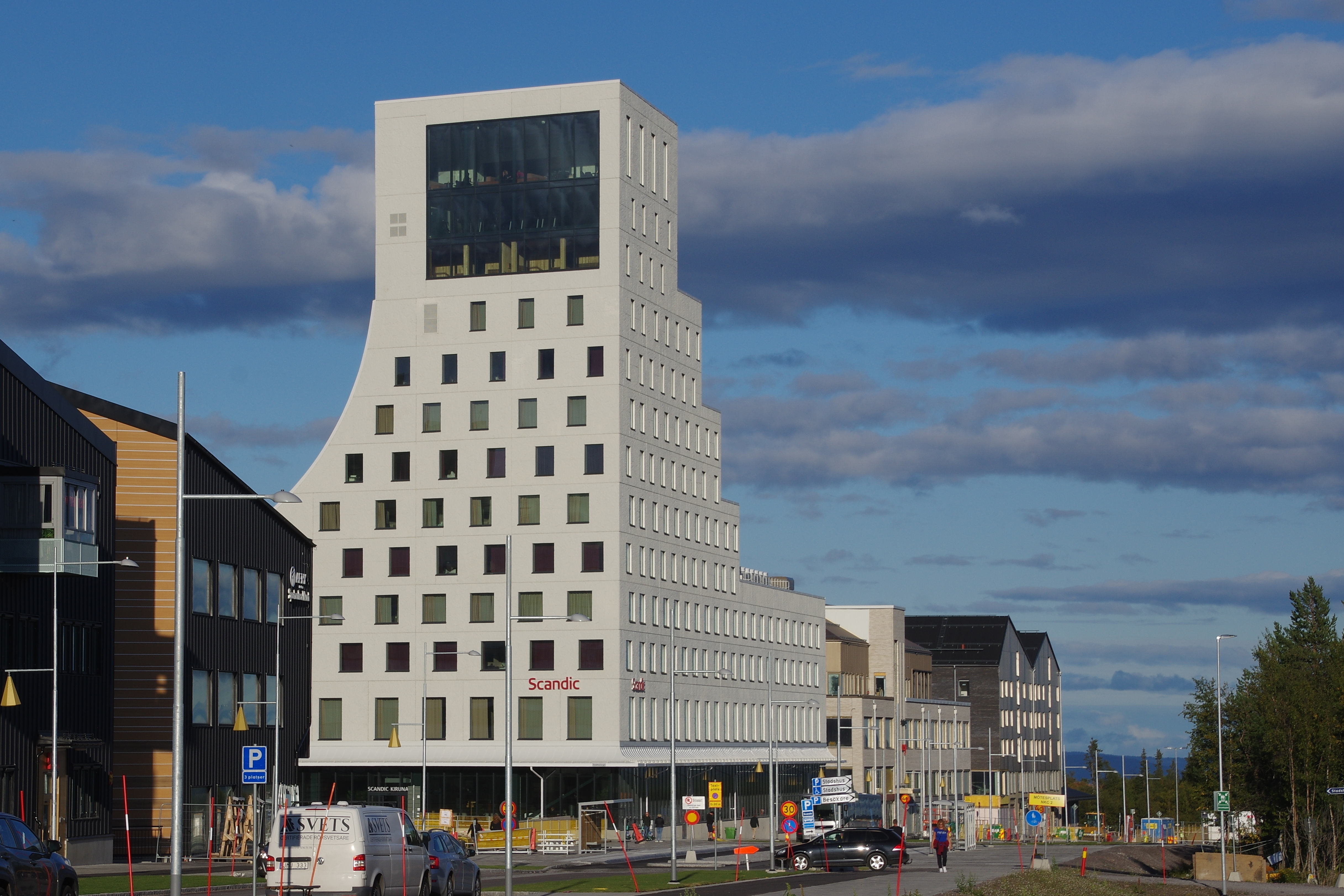
Nya Kiruna centrum, augusti 2022.

I juni 2021 påbörjades inflyttningen i kvarter 1. De inflyttade är hyresgäster vars bostäder i befintligt centrum påverkats av gruvbrytningen. Förutom bostäder inrymmer kvarter 1 även lokaler för kontor, restauranger och butiker.
Den 1 september 2022 öppnades centrumhandeln i de tre nya galleriorna samt kulturhuset Aurora som bland annat inrymmer stadsbiblioteket, konsthall, biograf och Ungdomens hus.
Den 3 september 2022 invigdes den nya stadskärnan officiellt vid en invigningsceremoni. Under tre invigningsdagar pågick en mängd evenemang i den nya stadskärnan, bland annat vernissage i den nya konsthallen, föreläsningar och musikuppträdanden i stadsbiblioteket, konserter med bland annat Stiftelsen, Pernilla Andersson och David Ritschard, samt dans i stadshuset Kristallen. 
I januari 2023 påbörjades inflyttningen i de 297 nybyggda lägenheterna i kvarter 7, 8 och 9.
I samband med höstterminens start 2023 togs den nybyggda Kunskapsstaden i bruk. Kunskapsstaden inrymmer gymnasieskola, lärcentra för vuxna samt kulturskola.
Ett nytt polishus färdigställdes under hösten 2023 och i december 2023 flyttade Polisens verksamhet in i det nya huset.
I anslutning till centrum bygger LKAB fler än 500 lägenheter, och Kiruna kommun planlägger för att möjliggöra ännu fler byggprojekt.

### Nytt stadshus med länskonstmuseum

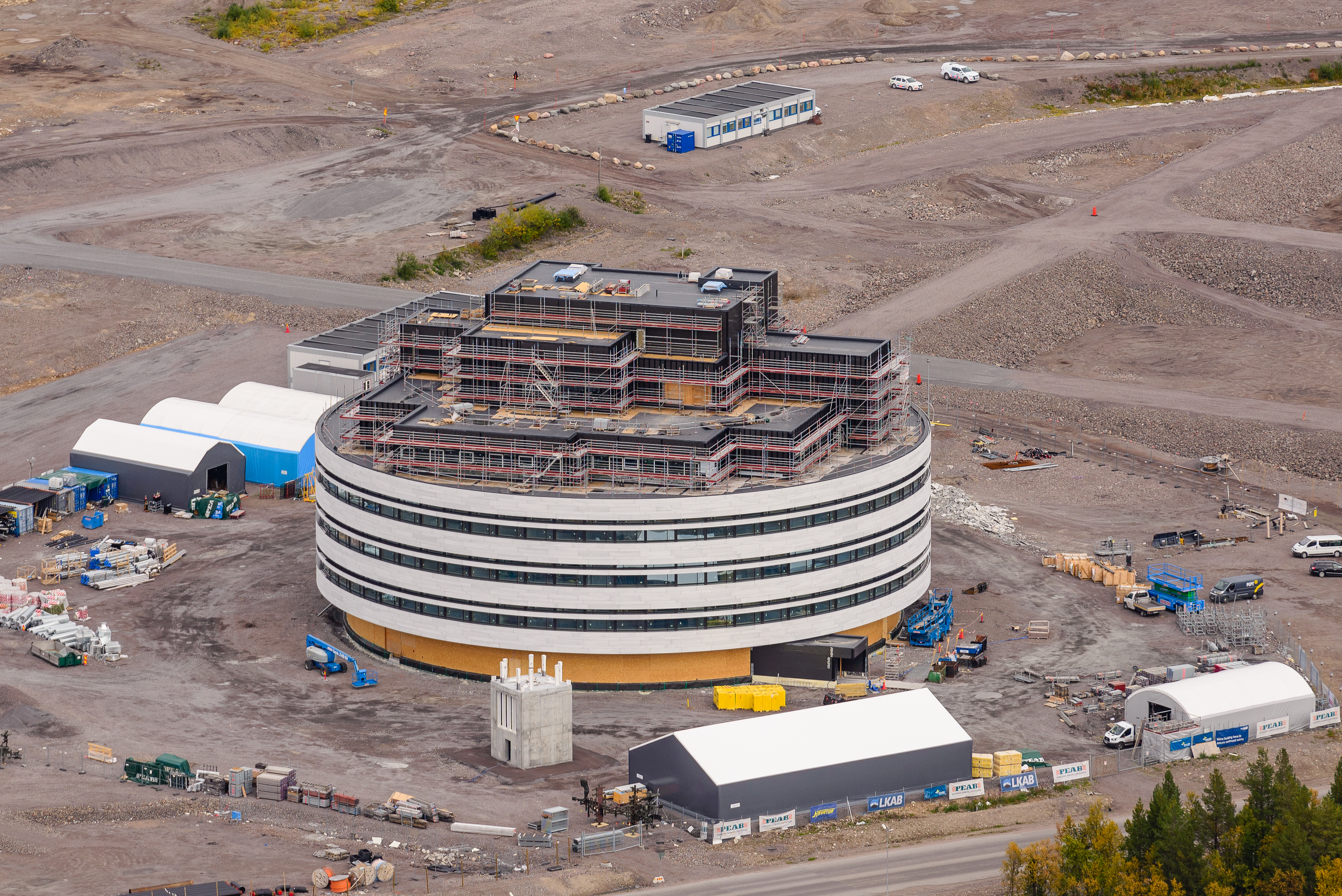
Kirunas nya stadshus under uppförande i september 2017.

I november 2012 startades en arkitekttävling för ett nytt stadshus. Fem arkitektteam valdes ut till att ta fram förslag på hur Kirunas framtida stadshus skulle se ut. Tävlingen avgjordes i september 2013 då juryn föreslog tävlingsbidraget Kristallen som vinnare, och den 23 september 2013 sa kommunfullmäktige ja till det vinnande förslaget. Bakom förslaget står Henning Larsen Architects A/S i samarbete med WSP Sverige AB, Temagruppen Sverige AB och UiWE. 
Under sommaren 2014 startade markarbeten och under hösten 2015 startade byggnationen av det nya stadshuset. Byggnaden uppfördes av Peab. Under hösten 2018 skedde inflyttningen i Kristallen.
I Kristallen finns även Norrbottens läns konstmuseum beläget.

## Byggnader som ska bevaras[48]

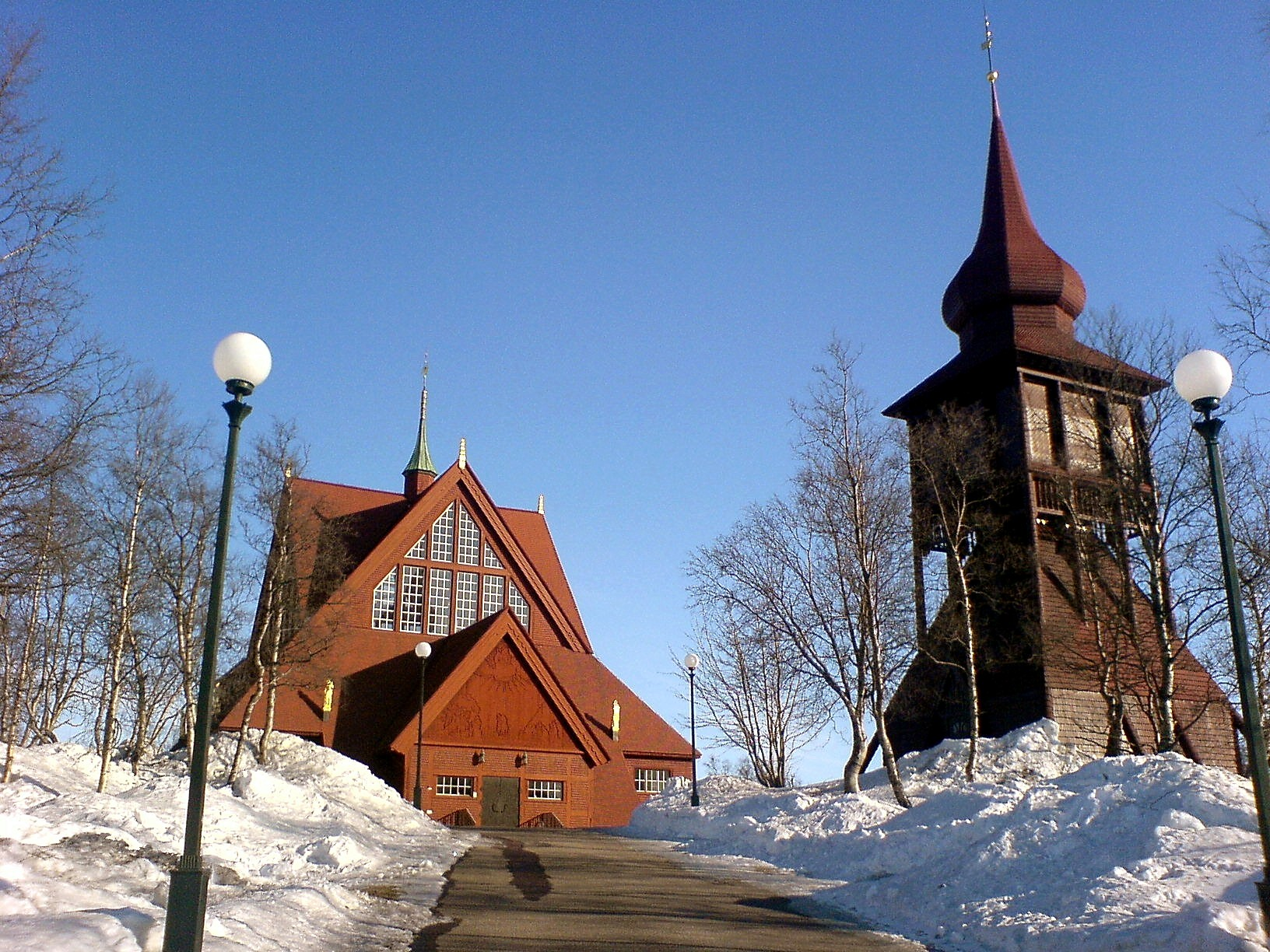
Kiruna kyrka.

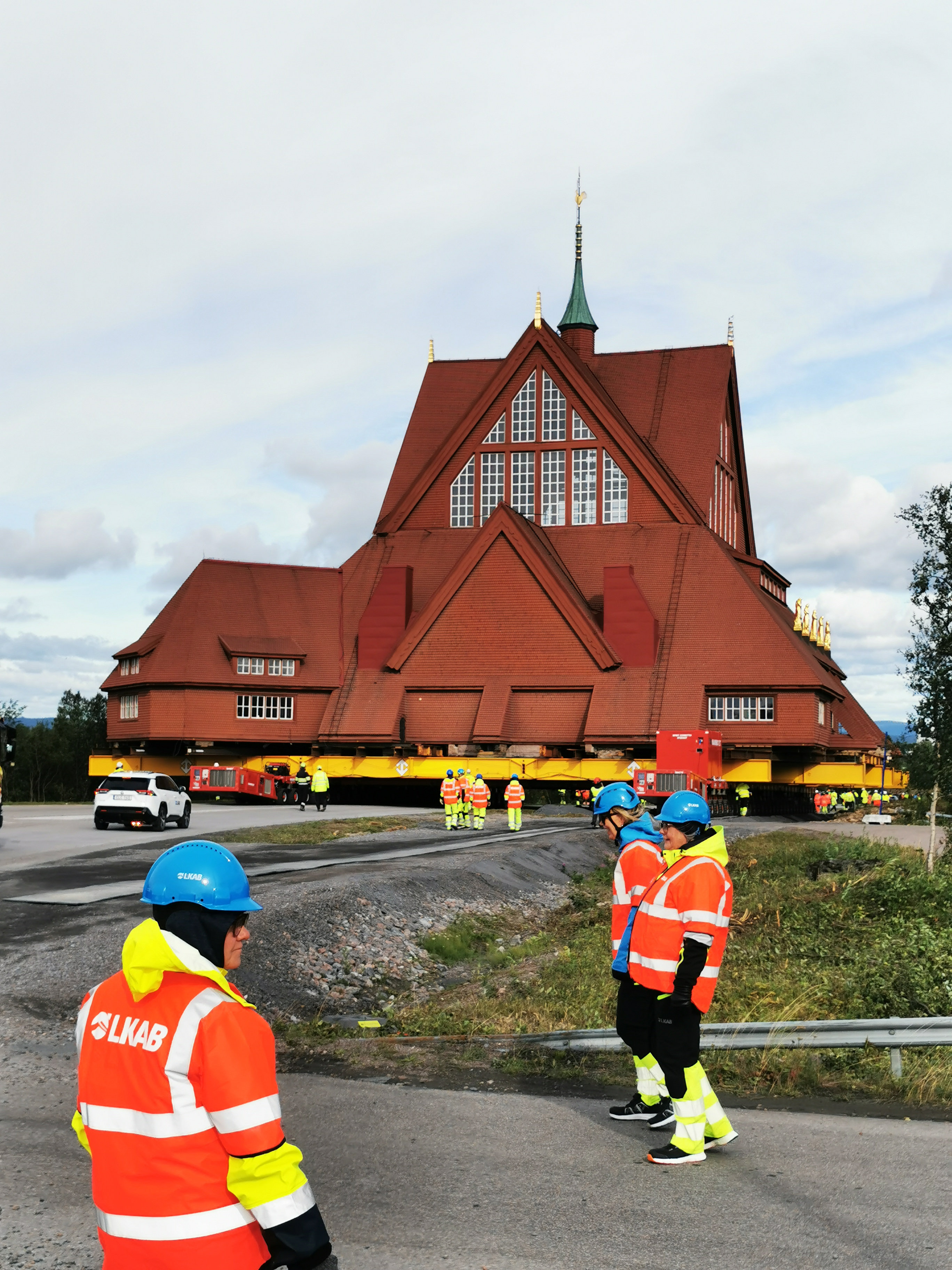
Kyrkan under flytten.

Följande byggnader ska bevaras och flyttas till nya områden:
| Byggnad                                 | Beskrivning | Status                                | Ref.          |
| --------------------------------------- | --- | ------------------------------------- | ------------- |
| B1                                      | Kirunas äldsta byggnad, var bostad för de första gruvarbetarna som kom till Kiruna                                                                                    | flyttad november 2017                 | [ 49 ]        |
| Bläckhornen                             | (eller Bleckhornen) på Bolagsområdet. Bläckhornen var arbetarbostäder i början av 1900-talet. Namnet kommer av formen på byggnaderna                                  | flyttad juni 2017                     | [ 51 ]        |
| Hjalmar Lundbohmsgården                 | Bostad för LKAB:s första disponent, Hjalmar Lundbohm. Uppfördes mellan 1895 och 1909.                                                                                 | flyttad till Luossavaara augusti 2017 | [ 52 ]        |
| Kiruna kyrka och Hjalmar Lundbohms grav | Kyrkan är en av Sveriges största träbyggnader och ett unikt byggnadsverk i nygotisk stil. Invigdes 1912.                                                              | flytt sker 19-20 augusti 2025         | [ 53 ]        |
| Länsmansbostaden                        | Uppfördes som bostad åt Kirunas första riktiga polis, länsman Olsson, omkring 1905.                                                                                   | flyttad till nya centrum oktober 2017 | [ 54 ]        |
| B5                                      | Uppfördes 1899 i syfte att husera stadens ungkarlar. B5 är den äldsta byggnaden från bolagsområdet som fortfarande fungerar som bostad.                               | flyttad maj 2017                      | [ 55 ]        |
| Ingenjörsvillan                         | Uppfördes 1900 som bostad åt byggnadsingenjör Bengt Lundgren som rekryterats till LKAB av Hjalmar Lundbohm.                                                           | flyttad oktober 2017                  | [ 56 ]        |
| Svedbergska huset                       | Namnet kommer från ingenjör Ivar Svedberg som gjorde de ursprungliga ritningarna till byggnaden.                                                                      | flytt planeras ske kring 2026         | [ 57 ]        |
| Gula raden                              | Byggnaderna uppfördes 1900 och hade ursprungligen lägenheter för familjer på bottenvåningen och för ensamstående arbetare på övervåningen.                            | flyttad oktober 2019                  | [ 58 ]        |
| 16-mannabostäderna                      | Byggdes 1900 under Kiruna uppbyggnadsskede då bostadsbristen var som allra störst.                                                                                    | flyttade oktober 2019                 | [ 59 ]        |
| Gamla brandstationen                    | Ett landmärke i Kiruna med sitt karaktäristiska torn och rödmålad spånklädd fasad. Brandstationen stod färdig 1910 och användes ända fram till 1994.                  | utredning pågår                       | [ 60 ]        |
| Landströmska huset                      | En knuttimrad byggnad i nationalromantisk stil. Byggdes som bokhandel och bostadshus 1911.                                                                            | flyttad oktober 2024                  | [ 61 ]        |
| Pekinghuset                             | Pekinghuset uppfördes 1922 som skolexpedition och bostadshus. Namnet kommer av takformen som visar på tidens asiatiskt-inspirerade klassicism.                        | flyttad september 2024                | [ 62 ] [ 63 ] |
| Frälsningsarméns hus                    | Uppfördes 1901 och var den första lokalen byggd för frikyrklig verksamhet i Kiruna.                                                                                   | flyttad september 2024                | [ 64 ] [ 63 ] |
| Gamla sjukstugan                        | Byggdes ursprungligen som bostadshus 1900 men fick ny funktion som sjukstuga 1902. Sedan 1994 används byggnaden som föreningslokal av Tusen Toner.                    | utredning pågår                       |               |
| Delar av Björkbacken                    | Fem tjänstemannavillor som byggdes mellan sekelskiftet och 1920-talet.                                                                                                | flytt planeras ske kring 2026         | [ 65 ]        |
| Kyrkoherdebostället                     | Uppfördes 1913 som bostad till kyrkoherden. Med tanke på dess historia planeras byggnaden att flyttas så att den behåller sin koppling till kyrkan även framöver.     | flytt planeras ske kring 2025         | [ 66 ]        |
| Delar av SJ-bebyggelsen                 | De så kallade SJ-husen byggdes som bostäder för SJ:s personal i närheten av järnvägen och platsen för den numera avvecklade järnvägsstationen.                        | flyttade 2022                         | [ 67 ]        |
| Jerusalem                               | Uppfördes 1927 som ungkarlshotell och lär ha fått sitt namn av att den stora mängden hyresgäster förde ett sådant oväsen att det liknades med Jerusalems förstörelse. | flytt planeras ske 2025-2026          | [ 68 ]        |
| B226                                    | Uppfördes 1927 som flerbostadshus för förmän. | flytt planeras ske 2025               | [ 69 ]        |
| Carl Westmans egnahemsbostäder          | Uppförda 1907. Byggnaderna är några av få tidiga byggnader inom bolagsområdet som inte ritades av Gustaf Wickman.                                                     | flytt planeras ske 2025               | [ 70 ]        |
| Cementgjutaren 1                        | Uppfördes 1913 i typisk jugendinspirerad "Kirunastil" med tidstypiska branta tak, eleganta takavslut och spånklädda fasadpartier.                                     | flytt planeras ske 2026               | [ 71 ]        |
| Rundradiostationen                      | Uppfördes 1926 av Kiruna Praktiska Ungdomsskola (KPU) på bekostnad av LKAB. Radioklubben bedrev verksamhet där fram till 1951 då Televerket löste in stationen.       | flytt planeras ske kring 2026         | [ 72 ]        |
| Vagntipparen                            | Kirunas äldsta bevarade arbetarbostad inom stadskärnan. En liten stuga med ett rum på torpargrund med tillbyggd farstukvist, uppförd 1899.                            | flytt planeras ske kring 2026         | [ 73 ]        |

## Tidslinje

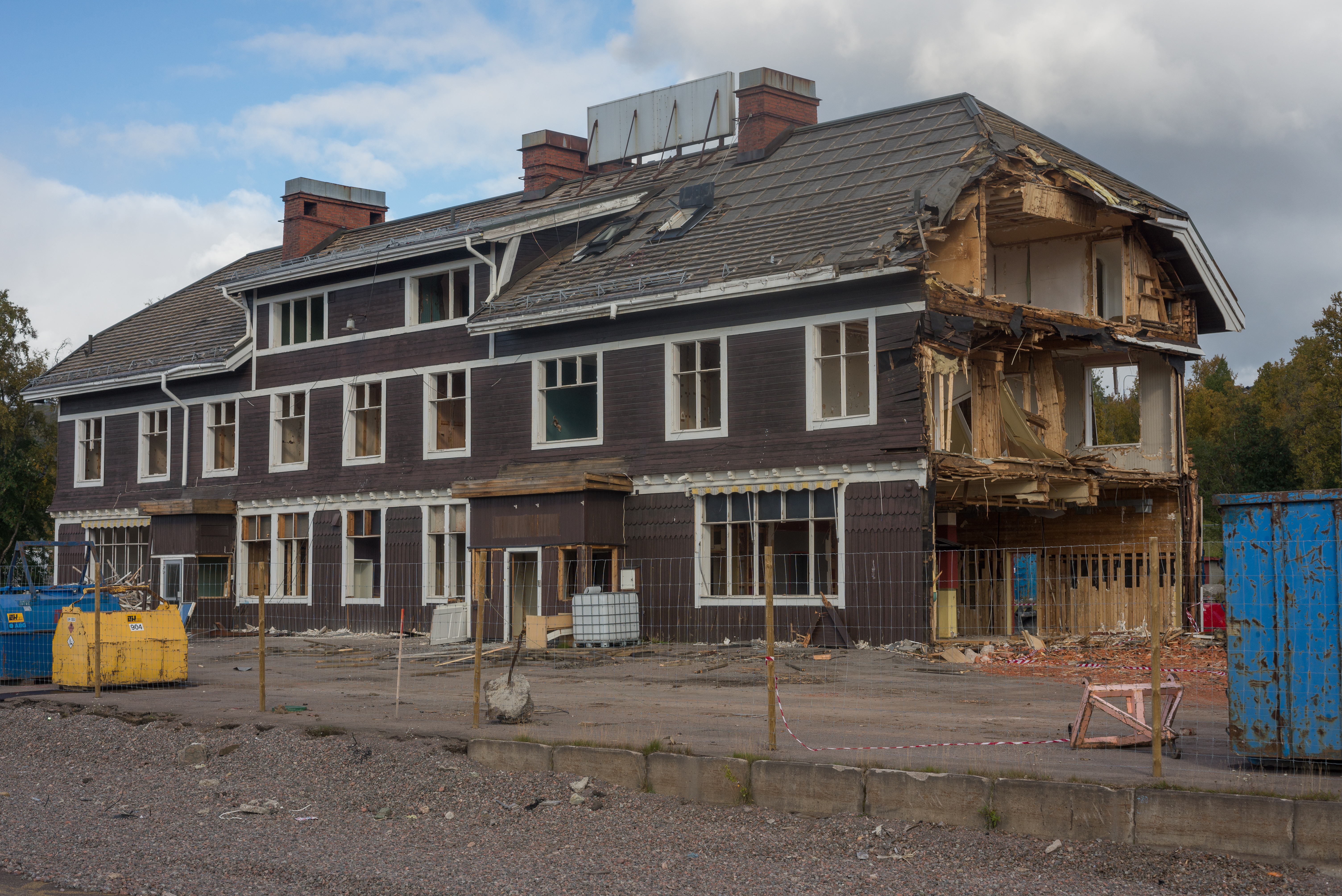
Järnvägshotellet, september 2017.

- 2009 – Ny spillvattenledning färdigställdes[74]
- 2009 – Den nya järnvägssträckningen förbi Kiirunavaara påbörjades
- 2011 – Beslut om nya stadskärnans placering i nordost
- 2011 – Avtal om Gruvstadspark etapp 1[75]
- 2012 – Järnvägen förbi Kiirunavaara färdigställdes (med tillfällig station)[76]
- 2013 – Första infrastrukturen för nya stadskärnan färdigställdes
- 2013 – Sista tåget avgick från gamla Kiruna C[77]
- 2014 – Avtal om Gruvstadspark etapp 2[78]
- 2015 – Ny väg 870 (Nikkaluoktavägen) togs i bruk[79]
- 2017 – Gamla järnvägsstationen revs[80] och stadshusets klockstapel flyttades till sin nya plats.[81]
- 2018 – Nya stadshuset Kristallen färdigt för inflyttning och används av förvaltningen från augusti.[82]
- 2019 – Rivning av gamla stadshuset[83][84]
- 2021 – Inflyttning i de första bostäderna i Kirunas nya centrum[26]
- 2021 – Beslut om centrumnära placering av Kirunas nya järnvägsstation.[85]
- 2022 – Officiell invigning av Kirunas nya centrum 1-3 september[86]
- 2023 – Kunskapsstaden togs i bruk[30]
- 2024 – Beslut om placering av Kiruna sjukhus vid området vid Tuolluvaara.[87][88]